# Landgericht Beilngries
Das Landgericht Beilngries war ein von 1806 bis 1879 bestehendes bayerisches Landgericht älterer Ordnung mit Sitz in Beilngries im heutigen Landkreis Eichstätt.

## Lage
Das Landgericht Beilngries grenzte im Westen an das Landgericht Greding, im Süden an das Landgericht Kipfenberg, im Südosten an das Landgericht Riedenburg, im Nordosten an das Landgericht Parsberg und im Norden an das Landgericht Neumarkt in der Oberpfalz.

## Geschichte
Im Jahr 1806 wurde im Verlauf der Verwaltungsneugliederung Bayerns das Landgericht Beilngries errichtet. Dieses kam zu dem 1808 gegründeten Altmühlkreis. Mit dessen Auflösung im Jahr 1810 wurde es dem Oberdonaukreis zugewiesen, 1817 dem Regenkreis und 1838 Mittelfranken.
Das Landgericht Beilngries war ursprünglich 6,5 Quadratmeilen groß und hatte 1846 15543 Einwohner (1856: 15760 Einwohner, davon 15074 Katholiken, 661 Protestanten und 25 Juden). Es gab 133 Ortschaften (2 Städte, 22 Pfarrdörfer, 29 Kirchdörfer, 18 Dörfer, 22 Weiler und 40 Einöden) und 55 Gemeinden (2 Magistrate III. Klasse und 53 Landgemeinden). Vor 1856 entstanden die Gemeinden Hermannsberg (mit Riedhof), Oberndorf, Vogelthal (mit Krögling), so dass es insgesamt 58 Gemeinden gab.
Ab 1. Oktober 1857 gehörte das Landgericht zum neu eingerichteten Bezirksgericht Eichstätt.
Gleichzeitig trat eine Restrukturierung in Kraft, die die Wegstrecken der Einzelorte zu den Amtsorten verkürzen sollte:
- Die Gemeinden Herrnsberg, Kaising, Kleinnottersdorf, Landerzhofen, Obermässing, Oesterberg, Röckenhofen wurden an das Landgericht Greding abgegeben;
- die Gemeinden Bitz und Dörndorf wurden an das Landgericht Kipfenberg abgegeben;
- die Gemeinde Hirschberg kam vom Landgericht Kipfenberg hinzu.[3]

Schmellnricht wurde 1857 Teil der Gemeinde Lauterbach.
Ab 1862 war das Landgericht Beilngries nur noch für die Gerichtsbarkeit zuständig. Die Verwaltung wurde vom neu geschaffenen Bezirksamt Beilngries übernommen. Anlässlich der Einführung des Gerichtsverfassungsgesetzes am 1. Oktober 1879 wurde das Amtsgericht Beilngries errichtet, dessen Sprengel aus dem Bezirk des gleichzeitig aufgehobenen Landgerichts Beilngries gebildet wurde.

## Gemeinden 1846
- Altmannsberg mit Matzenhof, Ritzermühle und Simbach
- Amtmannsdorf mit Grögling und Vogelthal
- Aschbuch und Kirchbuch
- Bachhausen mit Körnersdorf, Reismühle und Wiesenhaid
- Beilngries mit Fallmeisterei, Hirschberg, Mittermühle, Untermühle, Utzmühle und Ziegelei
- Berching mit Fallmeisterei, Kreuzmühle, Lazareth, Stampfmühle und Wirthsmühle
- Biberbach mit Gösselthal
- Bitz
- Burggriesbach mit Ziegelhütte
- Dörndorf mit Straßhaus
- Eglofsdorf
- Erasbach
- Ernersdorf mit Rappersdorf, Breitenfurt und Wegscheid
- Forchheim
- Fribertshofen mit Staudenhof
- Grampersdorf
- Großalfalterbach mit Körndlhof und Pirkach
- Großberghausen mit Kleinberghausen
- Herrnsberg
- Höfen mit Fuchsmühle und Obernricht
- Holnstein mit Putzenberg und Rudersdorf
- Ittelhofen mit Freihausen
- Kaising
- Kevenhüll mit Oberndorf
- Kleinnottersdorf mit Viehhausen
- Kottingwörth mit Kottingwörthermühle, Leising, Oedhof und Pfenninghof
- Landerzhofen mit Altenhofen und Birkhof
- Lauterbach mit Jettenhofen
- Litterzhofen
- Obermässing mit Hofberg, Rotheneichmühle und Wirthsmühle
- Oening
- Österberg
- Ottmaring
- Paulushofen mit Neuzell
- Plankstetten mit Eglasmühle
- Pollanten mit Eismannsberg, Grubach und Wolfersthal
- Raitenbuch
- Röckenhofen
- Rudertshofen mit Wirbertshofen
- Schmellnricht
- Schnufenhofen
- Sollngriesbach mit Grubmühle, Hagenbuch und Jettingsdorf
- Staufersbuch mit Hermannsberg, Riedhof und Waldkirchen
- Stierbaum mit Rübling
- Sulzkirchen
- Thann mit Biermühle, Dietersberg, Fallhaus, Försterhaus, Neuhaus und Thannbrunn
- Töging mit Eichelhof
- Untermässing mit Weiler
- Wallnsdorf mit Schweigersdorf
- Waltersberg mit Bäckermühle, Kreismühle, Labermühle, Sippelmühle und Sternberg
- Wattenberg mit Hennenberg und Roßthal
- Weidenwang
- Wiesenhofen mit Kaldorf
- Winterzhofen
- Wissing mit Wachtlhof